# 바룩서

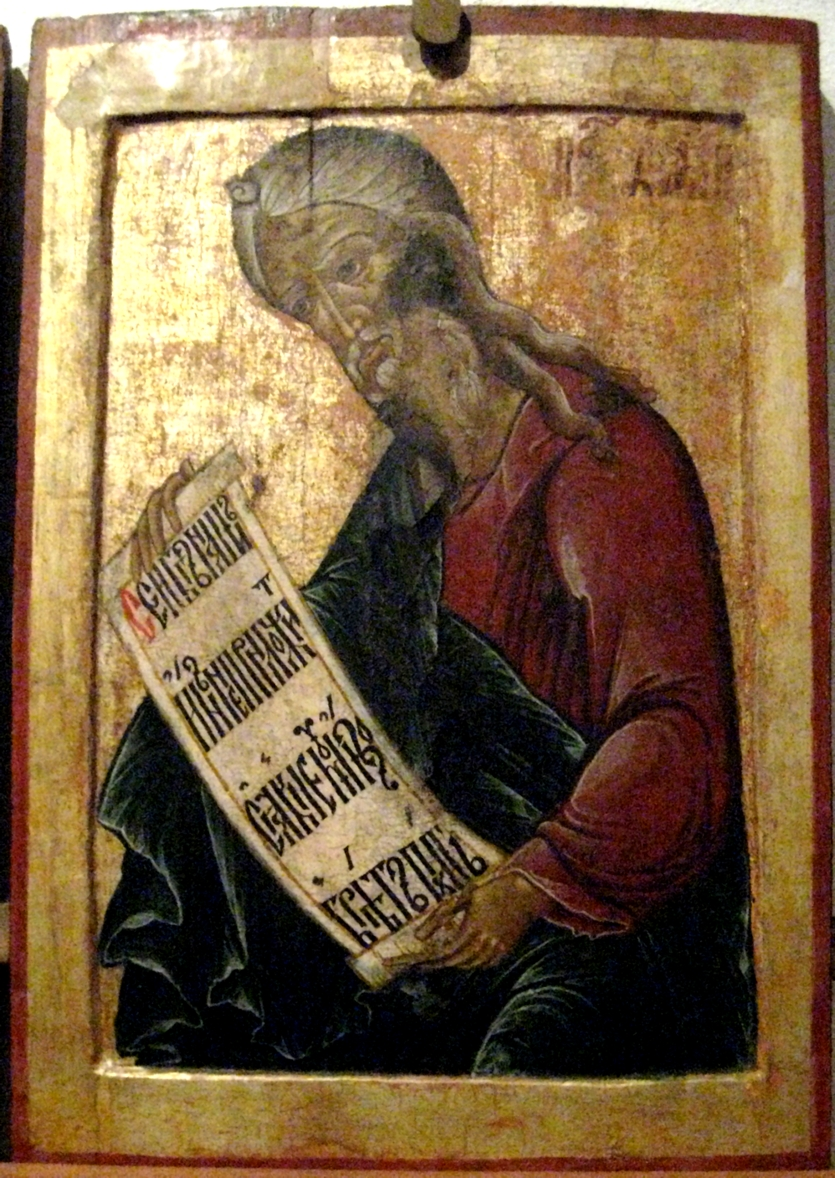

바룩 또는 바룩서는 코이네 그리스어로 번역되거나 집필된 구약성경(또는 히브리성경)인 70인역 성경의 일부분으로 기독교와 유대교에서 외경 또는 제2정경으로 삼는다. 70인역에서 제목은 "바루크" (Βαρουχ)이며, 원본이 코이네 그리스어로 작성된 것이 확실하고 콥트어와 시리아어 등의 역본이 있다. 70인역의 외경 중에서는 내용이 적은 총6장으로 구성되었다. 본문에서 저자는 예레미야의 제자이며 동료인 "바룩"으로 기원전 7-6세기 인물이라고 밝히나, 실제로는 본문이 다양한 내용과 시대적 배경을 지닌 문헌으로 구성되어, 전승된 여러 문서를 바룩의 사상에 따라 수집하고 정리한 이름 모를 편집자를 저자로 본다. 개신교회에서와 유대교에서는 구약 외경으로, 동방정교회와 로마 가톨릭교회에서는 구약성경의 제2 경전으로 인정하고 있다.
본문 서문에서 저자는 예레미야의 제자이자 동료였던 네리야의 아들 "바룩"으로 나온다. 하지만 실제적으로 본문은 다양한 저자들의 글을 편집한 것이고, 본문의 편집된 글들은 각각의 작성 시기가 기원전 2세기에서 기원전 1세기 경까지로 구분할 수 있으며, 본문의 문체를 분석해 보면 히브리어 번역문과 코이네 그리스어 문헌이 섞여서 구성되었다. 그러므로 실제 편집본을 완성한 저자는 기원전 1세기 경에 살았고, 예레미야의 동료인 네리야의 아들 바룩이 예레미야서에서 예레미야가 전했던 예언의 말씀을 받아쓰고, 예레미야 대신 성전에서 낭독한 사건의 모본을 따라서 예언자들의 글을 편집하여 바룩처럼 한데 모아 그 시대에 전하는 목적을 위해서 작성한 것으로 보인다. 편저자는 이러한 전승을 문서 구조에도 계승하여 바룩서의 본문 구성은 구약 예언자의 글, 즉 예언서의 구성을 따르며 의도적으로 기원전 6세기 바빌론 치하 시대를 배경으로 놓고 작성했다.
바룩의 구성은 역사적 서론과 고백과 구원, 지혜의 찬미, 예루살렘을 위한 희망, 예레미야의 편지로 이뤄졌다. 책의 제목은 저자로 밝히는 바룩이 작성했다는 주장보다는 기원전 6세기 바벨론 치하의 어려운 시기에서도 예언이 끊어지지 않았던 것처럼, 기원전 1세기 상황에서도 그 예언이 전해지고 있다는 사실을 강조하고자 한 작품의 제목으로 보는 것이 적합할 것이다. 바룩도 다른 70인역의 코이네 그리스어 문헌처럼 코이네 그리스어를 사용하고 헬라문화에서 살아가는 이들 중 유일신 신앙을 지닌 유대인과 유대교 입문자에게 유일신 신앙과 예언자의 사상을 이해하도록 기존의 문헌을 번역하고 편집하여 완성한 것이다.
네리야의 아들 바룩은 예언자 예레미야의 예언을 받아쓰고, 성전에서 낭독한 인물로서 존중되어 기원후에 형성된 문서에서도 바룩의 이름으로 쓰여진 책이 여러 권 전해지며, 네리야의 아들 바룩의 이름으로 유명한 문서는 외경 이외에도 "바룩의 묵시록"으로 불가타 역본을 통해 전해진다.

## 같이 보기
- 성경 목록
- 대예언서